# Ogr

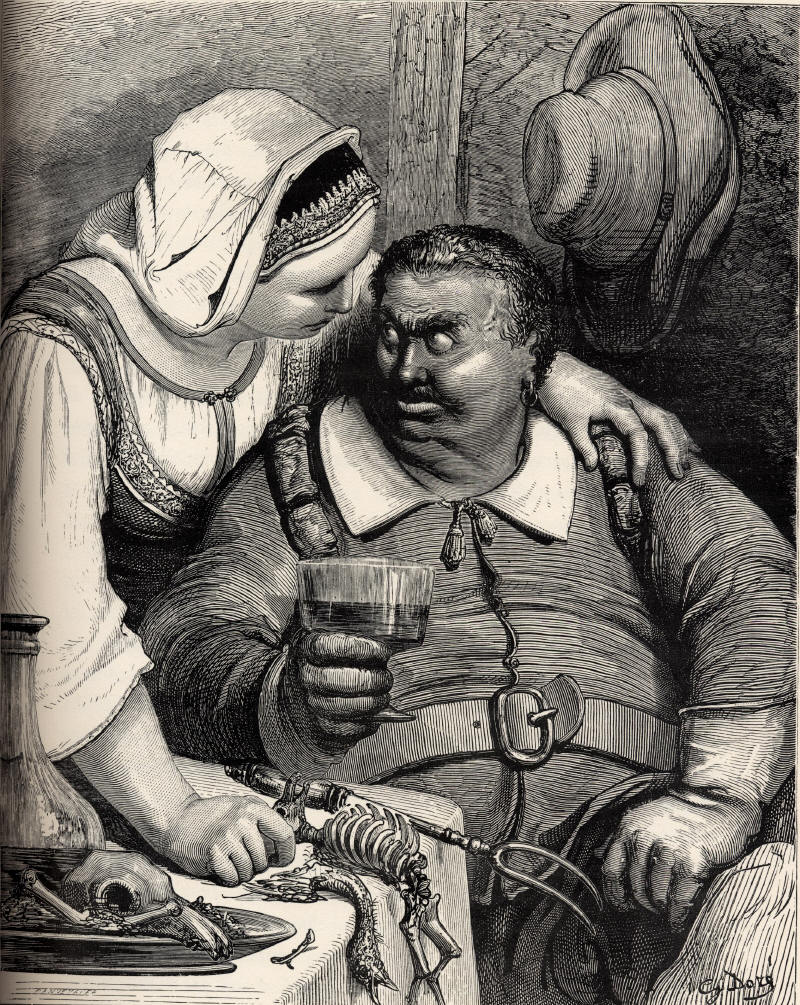
Ogr na ilustracji Gustave’a Doré do baśni Charles’a Perraulta Tomcio Paluch (1897)

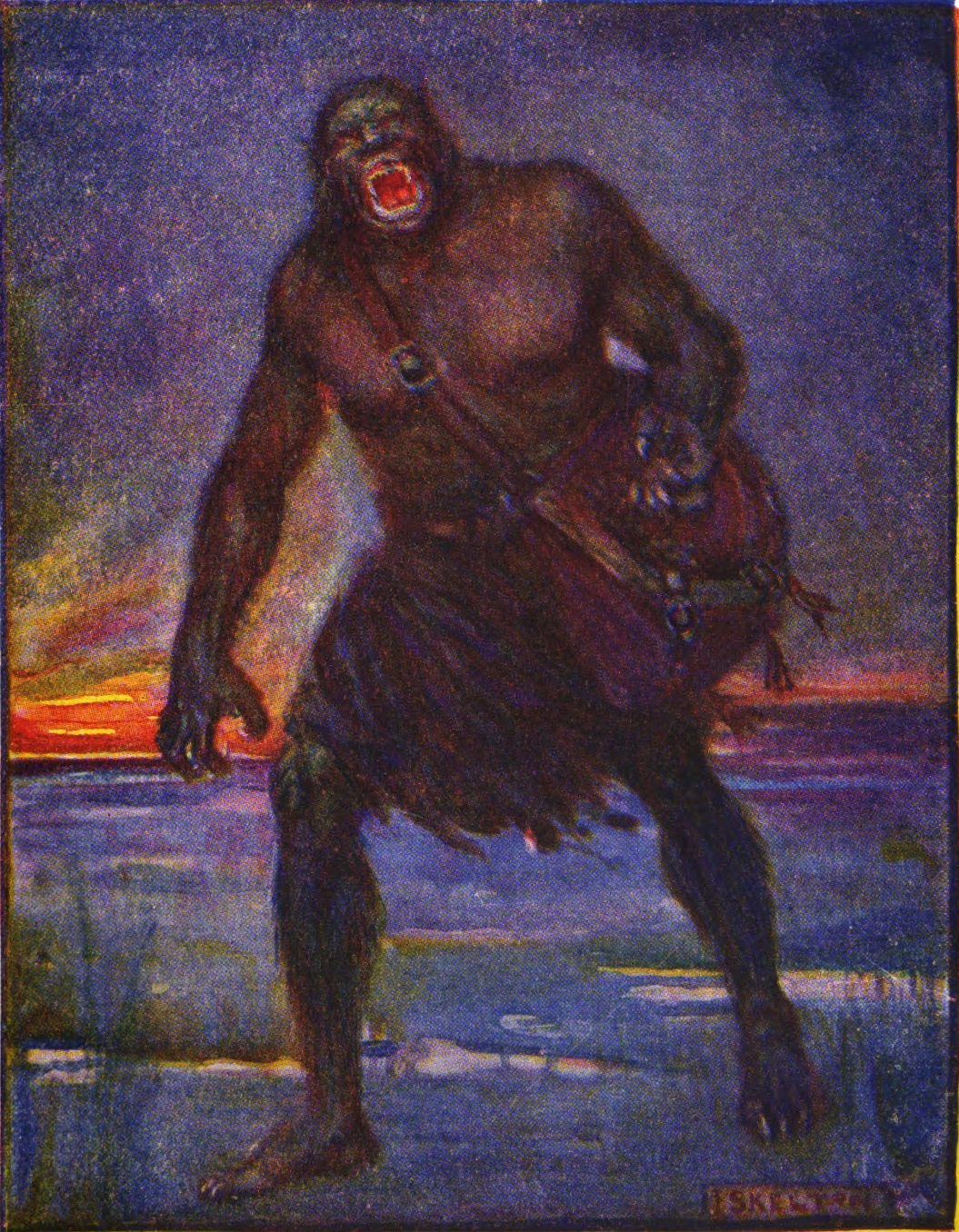
Ogr Grendel na ilustracji Henrietty Elizabeth Marshall do Beowulfa (1908)

Ogr – legendarne stworzenie z mitów Europy Północnej. Ogry to rasa człekokształtnych stworzeń, gwałtownych i okrutnych potworów jedzących ludzkie mięso.

## Ogry we współczesnej kulturze
- Jednym z najsłynniejszych ogrów we współczesnej kulturze jest Shrek, bohater filmów o tym samym tytule. Shrek wymienia wiele stereotypów na temat ogrów, często je wyśmiewając.
- W świecie Gumisiów ogry służą księciu Igthornowi. Są wielkie i mało inteligentne, z wyjątkiem Toadiego, który jest nieco bardziej bystry niż pozostałe ogry, lecz przy tym jest od nich kilkakrotnie mniejszy
- W powieści Ścieżka bohatera ogrami są nazywani bezmyślni olbrzymi, pomniki potęgi jednego z kreatorów.
- W świecie Dragon Age ogry są największym i najsilniejszym gatunkiem Mrocznych Pomiotów mają niebieską skórę i ogromne rogi na głowie, dzielą się na kilka podgatunków.
- W świecie Zapomnianych Krain ogry są wielkimi głupimi humanoidami. Walczą zazwyczaj pałkami i maczugami. Aczkolwiek zdarzają się także ogry magowie.
- W świecie Gothica 3 ogry to wielkie, agresywne i mało inteligentne potwory, podobne do orków, uzbrojone w ogrowy morgenstern.
- W świecie Evil Islands ogry to wielkie, grube stwory o szarej skórze, uzbrojone w maczugi. Dzielą się na ogry zwykłe i pustynne.
- W świecie Warcraft ogry to tępe stwory dysponujące ogromną siłą fizyczną.
- W świecie The Elder Scrolls są potężnie zbudowaną, nieinteligentną rasą o szarym ubarwieniu skóry, walczącą za pomocą pięści.
- W grach z serii Final Fantasy występują w różnych kolorach i odmianach często pojawiają się też ogry magowie.
- W świecie Disciples ogry są otyłymi olbrzymami i wchodzą w skład armii zielonoskórych wraz z orkami, goblinami, trollami i cyklopami.
- W świecie Heroes of Might and Magic III: The Restoration of Erathia ogry są umięśnionymi, wielkimi stworami, występują jako zwykłe ogry lub szamani w mieście Twierdza. We wcześniejszych częściach serii czyli Heroes of Might and Magic i Heroes of Might and Magic II: The Succession Wars wyglądem przypominały jaskiniowców i były jednostkami w mieście Barbarzyńców.
- W świecie Warhammer Fantasy ogry są wielkimi humanoidami z obsesją na punkcie jedzenia. Wiodą życie koczownicze po tym, jak upadek asteroidy zniszczył ekosystem, który umożliwiał im łatwe przetrwanie. Występują również w Age of Sigmar jako ogory, oraz w Warhammer 40000 jako ogryny.
- W grze Warlords Battlecry 2 ogry to tłuste, człekokształtne, ale większe od ludzi stwory, o niebieskim kolorze skóry i włosów; mają dużą maczugę z gwoździami.
- W grze Orcs Must Die! ogry to bezrozumne stwory o wielkiej sile i obronie.